# منتخب البحرين للكريكت للسيدات
منتخب البحرين الوطني للكريكت للسيدات هو الفريق الذي يمثل البحرين في لعبة الكريكيت الدولية للسيدات.